# Rue de la Balance
La rue de la Balance (en occitan : carrièra de la Balança) est une voie de Toulouse, chef-lieu de la région Occitanie, dans le Midi de la France.

## Situation et accès

### Description
La rue de la Balance est une voie publique. Elle traverse le quartier des Chalets, dans le secteur 1 - Centre. Elle est longue de 377 mètres.
La chaussée compte une seule voie de circulation automobile à sens unique, depuis la rue des Chalets vers le boulevard d'Arcole. Elle est définie comme une zone 30 et la vitesse y est limitée à 30 km/h. Il n'existe pas de piste, ni de bande cyclable, quoiqu'elle soit à double-sens cyclable.

### Voies rencontrées
La rue de la Balance rencontre les voies suivantes, dans l'ordre des numéros croissants (« g » indique que la rue se situe à gauche, « d » à droite) :
1. Boulevard d'Arcole
2. Rue Édouard-Dulaurier (d)
3. Rue Henri-Douville (d)
4. Impasse de la Balance (g)
5. Rue Ernest-Mérimée (d)
6. Rue Godolin (g)
7. Rue Antonin-Perbosc (g)
8. Impasse Mas (g)
9. Rue des Chalets

### Transports
La rue de la Balance n'est pas directement desservie par les transports en commun Tisséo. Elle débouche cependant au sud sur le boulevard d'Arcole où se trouvent les arrêts des lignes de Linéo L1 et de bus 14294570. Les stations de métro les plus proches sont les stations Jeanne-d'Arc et Compans-Caffarelli, toutes deux sur la ligne de métro . Au nord, la rue de la Balance aboutit à la rue des Chalets qui débouche elle-même sur le boulevard Matabiau, où se trouvent les arrêts des lignes de bus 1527, à proximité de la station de métro Canal-du-Midi.
Les stations de vélos en libre-service VélôToulouse les plus proches sont les stations no 91 (48 boulevard d'Arcole) et no 92 (31 rue des Chalets).

## Odonymie
Depuis le XVIIIe siècle, la rue tient son nom d'une auberge dont l'enseigne était une balance et qui se trouvait à l'entrée de la rue du côté des fossés des remparts, dans l'ancien faubourg Arnaud-Bernard. Cette auberge à Las Balansas (las balanças en graphie classique de l'occitan, « les balances » en français) était l'une des seize auberges à enseignes privilégiées. Elle changea plusieurs fois de place entre les XVe et XIXe siècles : on la trouve rue Peyrolières (1447), puis rue de la Pomme (1478), rue Léon-Gambetta (fin du XVe siècle), avant de s'installer dans le faubourg au cours du XVIIe siècle.
Au XVIe siècle, la rue de la Balance n'était qu'un chemin, ou plutôt la première partie d'un chemin plus long, qui allait de la porte Arnaud-Bernard à Launaguet ou à Croix-Daurade : une première branche se prolongeait au nord jusqu'au village de Launaguet (actuelles rue et impasse de Négreneys, rue Ernest-Renan et chemin des Izards), tandis qu'une deuxième branche traversait le gardiage pour atteindre le hameau de Croix-Daurade (actuelles rue Pierre-Cazeneuve, rue Michel-Ange, chemin Raynal et chemin de Lanusse).

## Patrimoine et lieux d'intérêt
- no  2 : maison.
La maison, de style éclectique, est construite à l'angle du boulevard d'Arcole en 1903, par les architectes Georges et Henri Masquet, comme l'indique l'inscription sur le linteau de la porte. La façade sur le boulevard, en brique claire, moins élevée que les immeubles voisins, ne compte qu'un seul étage. Le rez-de-chaussée est en bossage. Au 1er étage, les fenêtres ont des lambrequins en fonte et des balcons soutenus par des consoles sculptées en pierre et ornés de garde-corps en fonte de style Art nouveau, aux motifs géométriques et végétaux. Les deux fenêtres latérales sont surmontées de petites consoles en pierre à motifs de feuilles de chêne, qui soutiennent un fronton triangulaire[3].

- no  3 : maison (1895)[4].
- no  5 : maison (Achille Ambialet, deuxième moitié du XIXe siècle)[5].
- no  6 : immeuble (premier quart du XXe siècle)[6].

- no  19 bis-21 : maison Berthe Gesta.
La maison est construite en 1908. Elle est habitée par Berthe Gesta (1897-1985). Elle s'élève à l'angle de l'impasse de la Balance et se compose de plusieurs corps de bâtiment disposés de façon dissymétrique. Le corps de bâtiment principal ne compte que deux travées de large sur la rue de la Balance. Le sous-sol semi-enterré, percé d'ouvertures segmentaires, est entièrement enduit et séparé du rez-de-chaussée par un bandeau de galets. Le rez-de-chaussée et les étages sont bâtis en brique. Ils sont éclairés, sur l'impasse de la Balance, par des fenêtres jumelles rectangulaires et, sur la rue de la Balance, par des fenêtres triples. Celle du rez-de-chaussée est prise dans un arc en plein cintre. Le deuxième corps de bâtiment s'élève sur deux étages et en avancée par rapport au corps principal, ménageant un porche au-dessus de la porte qui s'ouvre au rez-de-chaussée. Il est percé de fenêtres en plein cintre et rectangulaires. Il est couronné par une corniche moulurée sur laquelle prennent appui les aisseliers en bois qui soutiennent l'avant-toit[7].

- no  26 : immeuble (années 1930)[8].
- no  35 : maison (1923, Joseph Gilet)[9].
- no  40 : immeuble (deuxième moitié du XXe siècle)[10].
- no  47 : immeuble (années 1930)[11].